# Алгология
Алголо́гия (от др.-греч. ἄλγος — боль, страдание + λόγος — учение) — область медицины, изучающая острую и хроническую боль, её патофизиологию, системы ноцицепции и антиноцицепции, методы борьбы с болью, то есть противоболевой (обезболивающей) терапии, анальгетики и механизмы их действия.
При лечении боли часто используется междисциплинарный подход для облегчения страданий и улучшения качества жизни любого человека, испытывающего боль, будь то острая или хроническая боль. Анальгезия обычно является кратковременным процессом, в то время как лечение хронической боли сопряжено с дополнительными сложностями и в идеале требует междисциплинарного подхода.
Многопрофильная команда по лечению боли может включать: практикующих врачей, фармацевтов, клинических психологов, физиотерапевтов, эрготерапевтов, реабилитологов, помощников врачей, медсестёр и стоматологов. В команду также могут входить другие специалисты по психическому здоровью и массажисты. Иногда боль быстро проходит после того, как заживает основная травма или патология, и лечится одним специалистом с помощью таких препаратов, как обезболивающие (анальгетики), а иногда и транквилизаторы.
Благодаря успехам современной алгологии были открыты новые методы борьбы с хронической болью, к которым можно отнести использование антидепрессантов, антипсихотиков, транквилизаторов и других классов психотропных средств, длительная эпидуральная анестезия, использование пролонгированных форм опиоидных анальгетиков (фентаниловый пластырь). Это позволило значительно облегчить состояние больных с сильными хроническими болями, в частности, онкологических больных.
Эффективное лечение хронической (длительной) боли часто требует скоординированных усилий команды специалистов по лечению. Эффективное лечение болей не всегда означает полное избавление от неё. Скорее, это часто означает достижение приемлемого качества жизни при наличии боли с помощью любых средств, уменьшающих боль и/или помогающих лучше её понять, а также позволяющих жить счастливо, несмотря на неё. Медицина лечит травмы и заболевания, чтобы поддержать и ускорить выздоровление. Он устраняет неприятные симптомы, такие как боль и дискомфорт, чтобы уменьшить любые страдания во время лечения, выздоровления и ухода из жизни.